# Iggenau
Iggenau ist ein Weiler auf den Gemarkungen Dietmanns und Unterschwarzach von Bad Wurzach im Landkreis Ravensburg, durch dessen Vereinödung 1897 die Einöden Banholz, Knobel und Tanneck entstanden sind.

## Lage
Iggenau liegt im Naturraum der Riß-Aitrach-Platten (Naturraum-Nr. 41), welche zur Großlandschaft Donau-Iller-Lech-Platte (Großlandschaft-Nr. 4) gehören. Die Siedlung befindet sich zudem rund 300 bis 500 Meter entfernt vom Niedermoor des Wurzacher Rieds und deshalb auch in gleicher Entfernung zum Naturschutzgebiet Wurzacher Ried, dem Vogelschutzgebiet Wurzacher Ried und dem FFH-Gebiet Wurzacher Ried und Rohrsee.
Geografisch liegt Iggenau etwa:
- 410 m nordwestlich von Tanneck
- 460 m südwestlich von Knetzenweiler
- 900 m südöstlich von Unterschwarzach
- 3 km nördlich von Bad Wurzach[7]

Iggenau liegt im Gewässereinzugsgebiet des Wengener Mühlbachs, welcher über Aitrach, Iller und Donau in das Schwarze Meer entwässert.

## Verkehrsanbindung
Die B 465 führt direkt durch Iggenau und bindet den Weiler an das Straßennetz an, nach Süden verläuft sie über Tanneck und Willis nach Bad Wurzach und weiter bis zur Auffahrt der A 96 kurz vor Leutkirch. Nach Nordwesten führt die B 465 über Unterschwarzach, Eggmannsried, Ampfelbronn und Mühlhausen nach Oberessendorf, wo sie auf die B 30 trifft.

### Öffentlicher Personennahverkehr
Im nördlichen Teil von Iggenau befindet sich die Bushaltestelle Iggenau und der nächstgelegene Bahnhof ist in Bad Wurzach, welcher sowohl mit dem Pkw als auch mit dem Fahrrad grob 3,7 km entfernt ist.

### Radverkehr
Der Radweg, der durch den Weiler führt, ist Teil des Radnetz Baden-Württemberg. In südlicher Richtung verläuft er entlang der B 465 nach Bad Wurzach (teilweise geschottert) und in nordwestlicher Richtung ebenfalls entlang der B 465 nach Unterschwarzach.